# Póth Diána
Póth Diána (Budapest, 1981. augusztus 6. –) többszörös magyar bajnok, Európa-bajnoki 4. helyezett műkorcsolyázónő.

## Élete
2008. július 28-án hozzáment Gyepes Gábor labdarúgóhoz. Két gyermekük született: Kyra és Andrej.[forrás?]

## Pályafutása
Legnagyobb sikereit az 1990-es évek végén érte el. Pályafutása során ért atrocitások miatt, melynek során megvonták tőle a világbajnokságon való részvétel kivívásának jogát (mivel elmulasztották megrendezni a pótselejtezőt)[forrás?] elhagyta az országot, és osztrák származása révén lehetősége nyílt arra, hogy osztrák színekben is indulhasson, ahol a nemzeti bajnokságban ezüstérmes lett, de ezt követően visszatért Magyarországra és újra sikerült kiharcolni az Európa-bajnokságon az indulás jogát. Erre az időszakra esik a magyar női műkorcsolyázás fénypontja (magyar mezőny tagjai: Sebestyén Júlia, Pavuk Viktória, Czakó Krisztina és Dorofejev Tamara). Póth Diána technikai tudása erős, magabiztosan ugrotta a tripla toe loop – tripla toe loop ugráskombinációt.

## Eredmények

### 2000 előtt
| Verseny/Szezonok | 1994/1995 | 1995/1996 | 1996/1997 | 1997/1998 | 1998/1999 | 1999/2000 |
| ---------------- | --------- | --------- | --------- | --------- | --------- | --------- |
| Világbajnokság   |           |           |           | 10.       | 11.       | 14.       |
| Európa-bajnokság |           | 19.       | 20.       |           | 4.        | 11.       |
| Magyar bajnokság | 3.        | 2.        | 2.        | 2.        | 1.        | 1.        |
| Skate Canada     |           |           |           | 7.        | 7.        | 8.        |
| Trophee Lalique  |           |           |           | 6.        | 6.        | 11.       |
| Cup of Russia    |           |           |           |           | 5.        |           |
| Finlandia Trophy | 8.        |           |           | 7.        | 7.        | 7.        |
| Skate Israel     | 6.        |           |           |           |           |           |

### 2000 után
| Verseny/Szezonok           | 2000/2001 | 2001/2002 | 2002/2003 | 2003/2004 | 2004/2005 | 2005/2006 |
| -------------------------- | --------- | --------- | --------- | --------- | --------- | --------- |
| Világbajnokság             |           |           |           |           |           |           |
| Európa-bajnokság           |           |           | 17.       |           | 18.       |           |
| Magyar bajnokság           | 3.        | 2.        | 2.        | 4.        | 2.        | 2.        |
| Skate Canada               |           |           |           |           |           |           |
| Trophee Lalique            |           |           |           |           |           |           |
| Cup of Russia              |           |           | 6.        |           |           |           |
| Finlandia Trophy           |           |           |           |           |           |           |
| Skate Israel               |           |           | 1.        |           |           |           |
| Karl Schäfer Memorial Bécs |           |           | 2.        | 2.        |           |           |
| Golden Spin Zágráb         |           |           | 2.        | 3.        | 9.        |           |
| NHK Trophy, Asahikawa      |           |           | 7.        |           |           |           |